# Рекетеу-де-Жос
Рекетеу-де-Жос (рум. Răcătău de Jos) — село у повіті Бакеу в Румунії. Входить до складу комуни Хорджешть.
Село розташоване на відстані 226 км на північ від Бухареста, 23 км на південь від Бакеу, 97 км на південний захід від Ясс, 130 км на північний захід від Галаца, 135 км на північний схід від Брашова.

## Населення
За даними перепису населення 2002 року у селі проживали 142 особи, усі — румуни. Усі жителі села рідною мовою назвали румунську.